# Йоргенсен, Эмиль
 Эмиль Людвиг Йоргенсен (дат. Emil Jørgensen; 7 февраля 1882, Копенгаген — 23 марта 1947, Дюссегор, Копенгаген) — датский футболист, игравший на позиции полузащитника. Серебряный призёр Олимпийских игр 1912 года в Стокгольме.

## Биография
Энергичный и сильный полузащитник, умевший переходить в наступление и наносить удары с больших расстояний. Играл за датские клубы Østerbros Boldklub (1901) и Б-93 (1901—1917).
Дебютировал за сборную Дании по футболу в октябре 1911 года. Ввходил в состав датской команды, завоевавшей серебряную медаль на футбольном турнире летних Олимпийских игр 1912 года. Сыграл два матча на турнире и забил один гол, когда Дания победила Нидерланды со счётом 4–1 в полуфинале. Сборная Дания проиграли финал Великобритании. Его последняя игра за сборную состоялась в октябре 1912 года, в целом за сборную сыграл четыре игры и забил один гол.
В составе ФК Б-93 выиграл чемпионат Дании по футболу в 1916 году. Завершил свою клубную карьеру в 1917 году, сыграв 115 игр и забив 11 голов за Б-93. Во время своей активной футбольной карьеры Йоргенсен занимал должность добровольного секретаря Футбольной ассоциации Копенгагена с 1915 года до своей смерти в 1947 году.

## Статистика

### Матчи Йоргенсена за сборную Дании
| Матчи Йоргенсена за сборную Дании | Матчи Йоргенсена за сборную Дании | Матчи Йоргенсена за сборную Дании | Матчи Йоргенсена за сборную Дании | Матчи Йоргенсена за сборную Дании | Матчи Йоргенсена за сборную Дании |
| --------------------------------- | --------------------------------- | --------------------------------- | --------------------------------- | --------------------------------- | --------------------------------- |
| №                                 | Дата                              | Соперник                          | Счёт                              | Голы Йоргенсена                   | Соревнование                      |
| 1                                 | 21 октября 1911                   | Англия (люб.)                     | 0:3                               | —                                 | Товарищеский матч                 |
| 2                                 | 2 июля 1912                       | Нидерланды                        | 4:1                               | 1                                 | Олимпийские игры 1912             |
| 3                                 | 4 июля 1912                       | Великобритания                    | 2:4                               | —                                 | Олимпийские игры 1912             |
| 4                                 | 6 октября 1912                    | Германия                          | 3:1                               | —                                 | Товарищеский матч                 |

Итого: 4 матча / 1 гол; 2 победы, 0 ничьих, 2 поражения.